# 豊予要塞

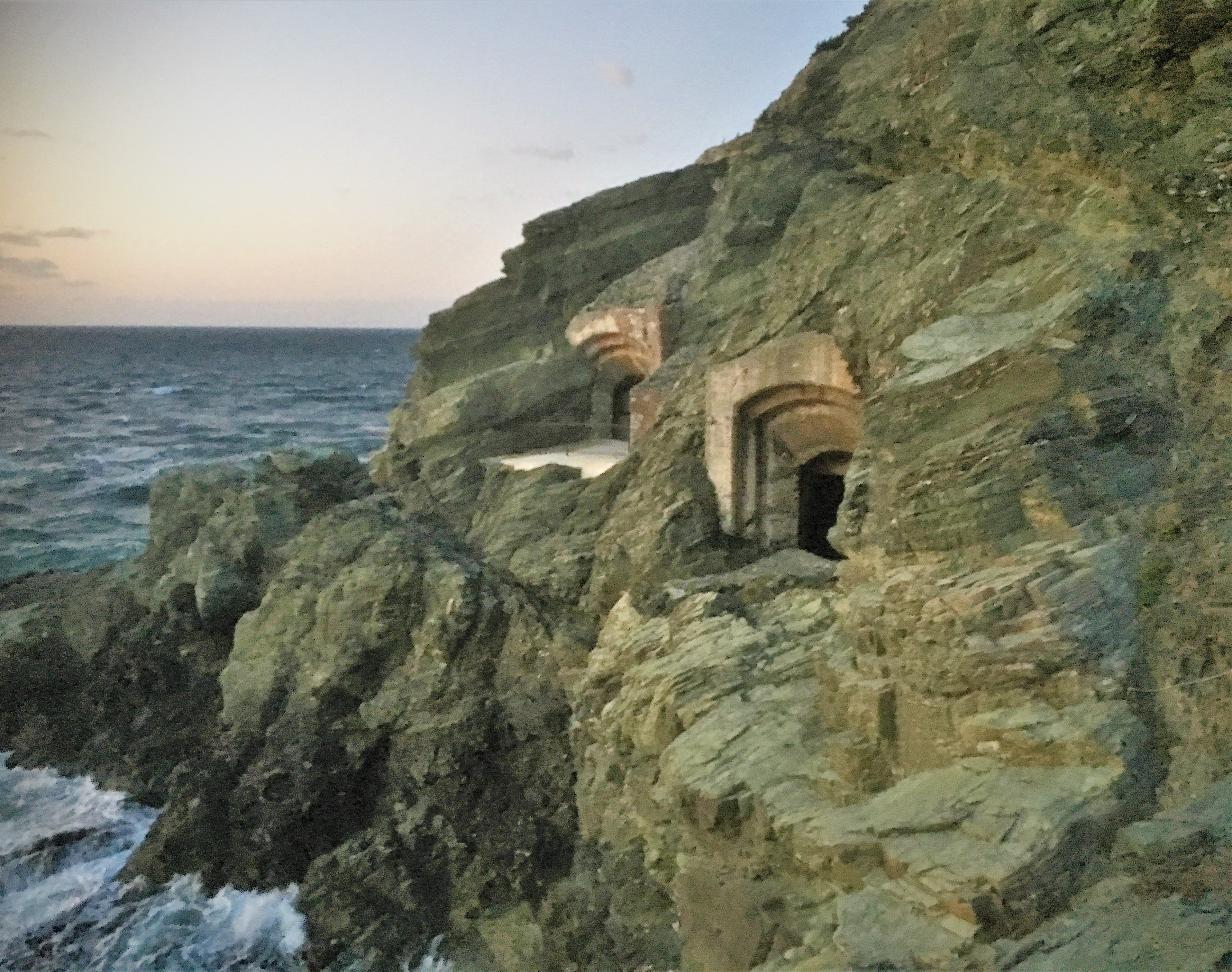
佐田岬砲台の穹窖砲台

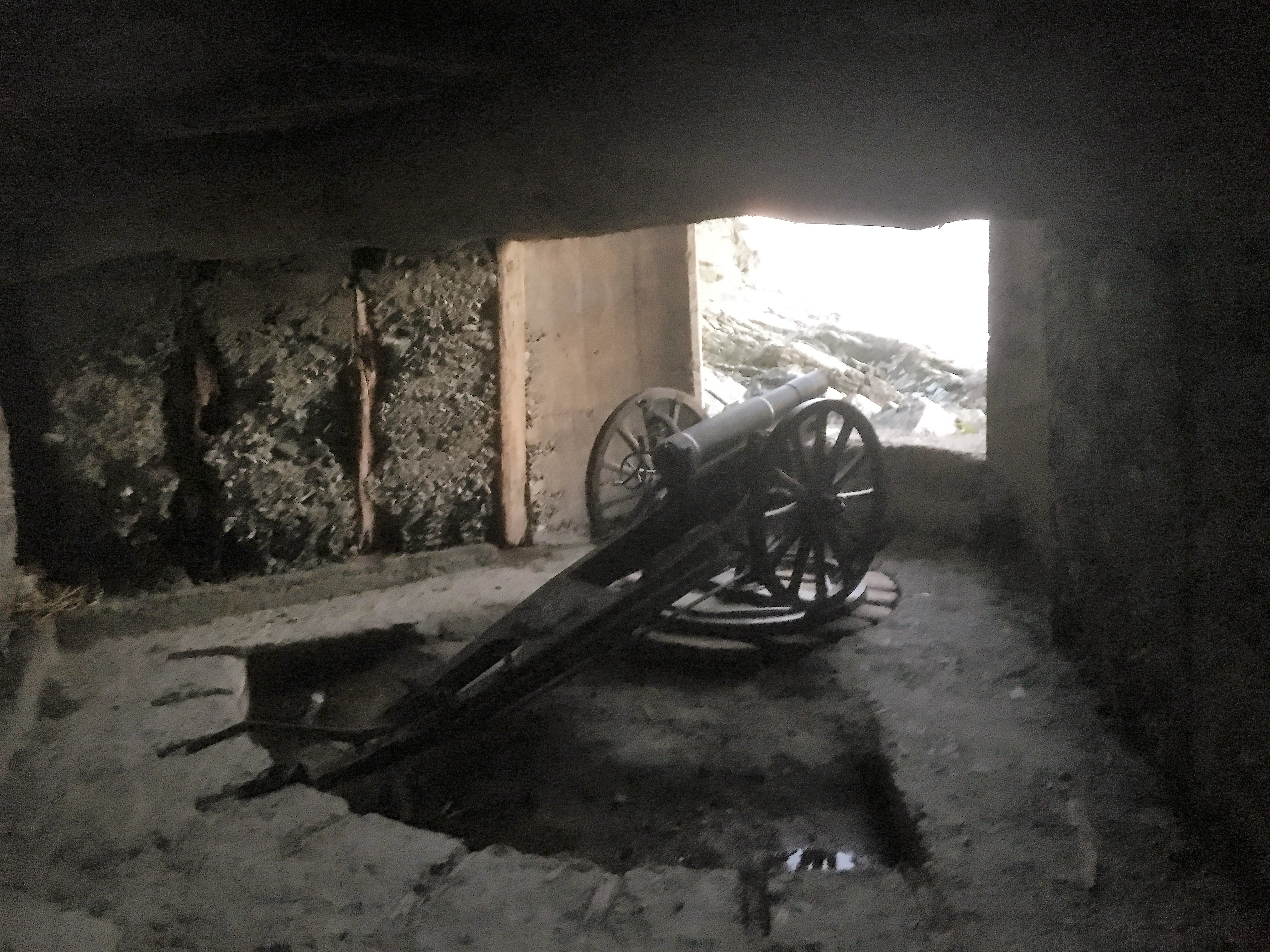
佐田岬砲台の穹窖砲台内部。三八式十二糎榴弾砲（レプリカ）が設置されている

豊予要塞（ほうよようさい）は、豊予海峡の防備のため設置された大日本帝国陸軍の二等要塞である。
四国側の佐田岬地区、九州側の鶴見半島地区及び関崎・高島地区の3つの地区に分かれていた。

## 概要
1920年（大正9年）の要塞整理方針に基づき工事が着手された。1921年（大正10年）から1930年（昭和5年）まで第一期工事を実施し、1931年（昭和6年）以降に第二期工事が実施された。この要塞の建設により、芸予要塞・広島湾要塞が整理され廃止となった。
太平洋戦争を控え、1941年（昭和16年）11月に警急戦備が下令された。1942年（昭和17年）1月、巡洋戦艦「伊吹」の後部主砲45口径30センチ2連装カノン砲を転用して作られた鶴見崎砲台（砲塔砲台）で実弾射撃の際に右砲身の砲腔破裂事故が発生し、砲塔全体が吹き飛び16名の死者を出し再生不能となった。同年3月、代替の砲台として鶴見崎砲台（15cmカノン砲）の工事に着手し、同年9月に竣工した。佐田岬砲台は榴弾砲を志布志湾の高崎砲台に移設したために1944年に一度廃止されたが、1945年2月より再整備工事が始まり終戦直前に工事が完了した。最終的には佐賀関関崎、高島をはじめとし、南海部郡鶴見町鶴見崎、愛媛県由良岬など、豊後水道を挟む両岸13ヶ所に、計46門の大小口径砲が設置された。これによって豊後水道はすっぽりと、その要塞砲の射程内に納まることとなった。
要塞周辺である豊後水道沿岸部一帯は終戦まで写真撮影が禁止されるなどの様々な制限を受けていた。

## 年譜
- 1920年（大正9年）8月10日 - 広島湾要塞司令部内に陸軍築城部豊予支部の仮事務所を設置。その後、佐賀関に移転。
- 1921年（大正10年）7月 - 高島第1砲台・高島第2砲台・関崎砲台 着工。
- 1922年（大正10年）10月5日 - 高島火薬支庫 起工。
- 1923年（大正12年）
  - 8月 - 高島第2砲台の備砲工事（7年式30cm長榴弾砲 4門）竣工。
  - 8月4日 - 高島火薬支庫 竣工。
- 1924年（大正13年）
  - 1月 - 高島第1砲台・関崎砲台 竣工。
  - 1月24日 - 高島第2砲台 竣工。
  - 9月28日 - 佐田岬第1砲台 着工。
  - 11月1日- 佐田岬第2砲台 着工。
- 1925年（大正14年）
  - 8月 - 佐田岬電灯所 竣工。
  - 9月 - 佐田岬第1砲台の備砲工事（7年式15cmカノン 4門）竣工。
- 1926年（大正15年）
  - - 正野谷軍用桟橋 建築。
  - 2月 - 佐田岬の掩灯所[注釈 2]・移動式照明所（ スペリー式150cm射光機）竣工。
  - 8月1日 - 広島湾要塞司令部を閉鎖し、豊予要塞司令部を佐賀関古宮に開庁。広島湾要塞司令官 弘中暁 少将が、初代 豊予要塞司令官として、広島湾要塞司令部の廃止業務と豊予要塞司令部の新設業務を指揮。
    - 豊予要塞司令部
      - 要塞司令部 司令官
      - 参謀部 将校1、下士官1、雇員1
      - 副官部 将校1、下士官2、傭人3
      - 砲兵部 将校1、下士官4、工員5
      - 工兵部 将校1、下士官3、技手1、工員10
      - 経理部 将校1、下士官2、雇員2
      - その他 各砲台及び弾薬本庫に看守として下士官各1を配置しあり。

    - 装備火砲
      - 高島第1砲台：9cm速射カノン 4門
      - 高島第2砲台：7年式30cm長榴弾砲 4門
      - 高島第3砲台：12cm速射カノン 4門
      - 佐田岬砲台 ：7年式30cm短榴弾砲 4門
      - 鶴見崎砲台[注釈 1]：砲塔45口径30cmカノン 連装 1基

  - 11月15日 - 佐田岬第1砲台 竣工。
  - - 豊予要塞司令官官舎 竣工。
  - - 鶴見崎砲台[注釈 1]（砲塔45口径30cmカノン 連装 1基）着工[3]。
- 1927年（昭和2年）
  - 4月 - 陸軍築城部豊予支部が佐伯に移転。
  - 6月16日 - 鶴見崎砲台 着工。
  - 10月31日 - 佐田岬第2砲台 竣工。
  - 12月2日 - 佐田岬第2砲台の備砲工事（7年式30cm短榴弾砲 4門）竣工。
- 1928年（昭和3年）
  - 4月4日 - 佐田岬第2砲台において7年式30cm短榴弾砲 の砲床抗堪試験射撃を実施。
  - 4月24日 - 志生木弾薬本庫 着工。[注釈 3]
- 1929年（昭和4年）
  - 4月 - 鶴見崎砲台観測所（八八式海岸射撃具）着工。
  - 12月 - 鶴見崎砲台の備砲工事（砲塔45口径30cmカノン 連装 1基）竣工。
- 1930年（昭和5年）
  - - 佐賀関軍用桟橋 竣工。
  - 12月10日 - 鶴見崎砲台観測所（八八式海岸射撃具）竣工。
- 1931年（昭和6年）
  - 2月23日 - 鶴見崎砲台観測所（八八式海岸射撃具）竣工。
  - 9月16日 - 鶴見崎砲台 竣工。
- 1932年（昭和7年）
  - - 鶴見崎砲台（砲塔45口径30cmカノン 連装 1基）竣工[3]。
  - 5月10日 - 志生木弾薬本庫 竣工。[注釈 3]

- 1933年（昭和8年）
  - 9月12日 - 高島第3砲台 着工。
  - 10月24日 - 高島第3砲台設置用に対馬要塞大平低砲台から斯加式12cm速射カノン 4門を移送中の輸送船が筑前大島の海岸で沈没。引き上げに約1週間の見通しの記録あり。
  - 昭和8年時点の豊予要塞
    - 高島第1砲台 ：斯加式9cm速射カノン 4門
    - 高島第2砲台 ：7年式30cm長榴弾砲 4門
    - 高島第3砲台 ：斯加式12cm速射カノン 4門
    - 佐田岬第2砲台：7年式30cm短榴弾砲 4門
    - 鶴見崎 砲台：砲塔45口径30cmカノン 連装 1基
- 1934年（昭和9年）
  - 4月24日 - 高島第3砲台の備砲工事（斯加式12cm速射カノン 4門）竣工。
  - 6月30日 - 高島第3砲台 竣工。
- 1939年（昭和14年）
  - 夏頃 - 佐田岬第2砲台の7年式30cm短榴弾砲 4門を撤去[注釈 4]。
  - 12月22日 - 高島第2砲台の7年式30cm長榴弾砲 4門の撤去完了[注釈 5]。
- 1940年（昭和15年）春 - 前年の火砲抽出により代換として、7年式15cmカノン 4門、38式野砲 12門 を補充され配備。
  - 佐田岬第1砲台は、陸軍築城部において新たに補給された 7年式15cmカノン 用に改修。
    - 昭和15年 春 - 起工。
    - 同年 夏 - 竣工。

  - 野砲 12門は、要塞司令部兵器庫及び弾薬本庫格納保管。
  - 戦備下令と同時に各地区に補給する如く計画。
    - 佐田岬第1砲台：7年式15cmカノン 4門
    - 佐田岬第2砲台：38式野砲 2門
    - 沖ノ島第1砲台：38式野砲 4門
    - 沖ノ島第2砲台：38式野砲 2門
    - 芹崎砲台 ：38式野砲 4門
- 1941年（昭和16年）
  - 11月17日 - 警急戦備下令。
  - 11月20日 - 下関重砲兵連隊で編成された派遣中隊約120名 (中隊長：藤近大尉)が到着し、高島第1砲台・高島第3砲台・佐田岬第1砲台の戦備着手。[注釈 6]
  - 11月22日 - 佐賀関陸軍病院を動員。
  - 12月8日 - 太平洋戦争の開戦。
  - 12月20日 - 豊予要塞司令部、豊予要塞重砲兵連隊[注釈 7]を動員下令。
  - 12月23日 - 準戦備下令。
  - 12月23日 -下関重砲兵連隊において編成せられたる豊予要塞重砲兵連隊(連隊長：内藤中佐以下) 逐次到着[注釈 8]。
- 1942年（昭和17年）
  - 1月8日 - 配備を完了。
    - 要塞司令部
      - 重砲兵連隊本部
        - 速吸地区隊
          - 高島第1砲台：斯加式9cm速射カノン 4門・90cm探照灯 1基
          - 高島第3砲台：斯加式12cm速射カノン 4門・200cm探照灯 1基
          - 佐田岬砲台 ：7年式15cmカノン 4門・スペリー式150cm射光機 1基

        - 鶴見崎地区隊
          - 鶴見崎砲台 ：砲塔45口径30cmカノン 連装 1基・150cm探照灯 1基
          - 芹崎砲台 ：38式野砲 4門

        - 沖ノ島地区隊
          - 沖ノ島第1砲台：38式野砲 4門
          - 沖ノ島第2砲台：38式野砲 2門

      - 佐賀関陸軍病院

  - 1月11日 - 鶴見崎砲台の砲塔45口径30cmカノン 連装砲の実弾射撃演習中、右砲身の腔発事故発生。豊予要塞重砲兵連隊長 内藤千里 中佐（殉職大佐進級）を含め16名が死亡、23名が重軽傷。砲台は昭和17年7月14日廃砲台となる。
  - 2月10日 - 佐田岬第2砲台 廃止。
  - 3月 - 事故で廃止の鶴見崎砲台[注釈 1]応急代換砲台 建設。[注釈 9]
    - 3月12日 - 鶴見崎第1砲台[注釈 10] 着工。
    - - 鶴見崎第2砲台[注釈 11] 着工。
    - 日振島 野砲用臨時砲台
    - 蒲江芹崎 野砲用臨時砲台

  - 7月14日 - 鶴見崎砲台 廃砲台となる。
  - 8月
    - - 砲塔カノン・兵器局長通牒細部補修計画（鶴見崎砲台）
      - 主水圧エンジン・ポンプを撤去、壱岐要塞 的山大島砲台 の砲塔45口径30cmカノン 改修用に充当。
      - 事故破損の右砲身・破損鋼鈑はスクラップ処理。
      - 使用可能な部品は、砲架以下から取り外し修理用として保存。

    - - 豊予要塞の編成改正。
      - 豊予要塞司令部（佐賀関）
        - 豊予要塞重砲兵連隊本部（佐賀関）
          - 第1中隊（鶴見崎第1砲台守備隊）：7年式15cmカノン 4門・150cm探照灯 1基
          - 第2中隊（鶴見崎第2砲台守備隊）：38式12cm榴弾砲 4門・20mm機関砲 2門
          - 第3中隊（高島第1砲台守備隊） ：斯加式9cm速射カノン 2門・90cm探照灯 1基
          - 第4中隊（高島第3砲台守備隊） ：斯加式12cm速射カノン 4門・200cm探照灯 1基
          - 第5中隊（佐田岬第1砲台守備隊）：7年式15cmカノン 4門・スペリー式150cm射光機 1基

        - 佐賀関陸軍病院（佐賀関古宮）

      - 要塞の編成改正により削除される兵力・兵器。
        - 人員450名は関東軍に転属。
        - 小倉補給廠へ38式野砲 8門・大阪補給廠へ斯加式9cm速射カノン 2門・残余の38式野砲 4門は要塞予備兵器として格納保管。

  - 9月 - 鶴見崎第2砲台[注釈 11] 竣工。
  - 9月30日 - 鶴見崎第1砲台[注釈 10]竣工。
- 1944年（昭和19年）
  - 7月15日 - 豊予要塞に戦時警備下令。
  - 8月 - 西部軍が、豊予要塞司令官 三嶋義一郎少将に有明臨時要塞（志布志湾）の建設を下令。
    - ※有明作業隊（～20年3月中旬：有明守備隊の重砲第15兵連隊（石黒豊治大佐）に作業を引継ぎ、次の築城場所である佐多岬へ移動）

  - 10月 - 佐田岬第1砲台の7年式15cmカノン 4門を、有明臨時要塞高崎砲台に転用のため撤去[4]。
- 1945年（昭和20年）
  - 2月
    - 第16方面軍戦闘序列に編入。
    - 佐賀関陸軍病院は西部軍管区司令部隷下に転出。
    - 佐田岬砲台再整備 ：佐田岬第3砲台・佐田岬第4砲台（御籠島[注釈 12]）建築。いずれも穹窖砲台。

  - 3月
    - 戦況の進展に伴い、要塞の改造強化、配備変更、洞窟式要塞強化に着手。
      - 鶴見崎第1砲台を洞窟内に移設。旧第1砲台の地には 旧第2砲台の38式12cm榴弾砲 4門を配備し、新-鶴見崎第2砲台とする[5]
      - その後、新-鶴見崎第2砲台から佐田岬第3砲台・佐田岬第4砲台へ 38式12cm榴弾砲 各2門を再移設[6]。
      - 高島第2砲台に予備兵器の38式野砲 各2門を配備。
      - 関崎砲台に予備兵器の38式野砲 各2門を配備。

    - 昭和20年3月時点の豊予要塞
      - 高島第1砲台 ：斯加式9cm速射カノン 2門
      - 高島第2砲台 ：38式野砲 2門
      - 高島第3砲台 ：斯加式12cm速射カノン 4門
      - 佐田岬第3砲台(洞窟)：38式12cm榴弾砲 2門
      - 佐田岬第4砲台(洞窟)：38式12cm榴弾砲 2門
      - 新-鶴見崎第1砲台(洞窟)：7年式15cmカノン 4門
      - 関崎砲台 ：38式野砲 2門

  - 4月8日 - 豊予要塞守備隊を編成。
  - 5月23日
    - 豊予要塞司令部を閉鎖。
    - 豊予要塞守備隊基幹として独立混成第118旅団（旅団長：内山隆道少将(20期)がそのまま就任）を臨時動員。第16方面軍戦闘序列に編入。

  - 6月10日 - 旅団司令部の編成を完結。

## 主要な施設
佐田岬地区
- 佐田岬第1砲台：佐田岬灯台駐車場・佐田岬灯台キャンプ場 付近
- 佐田岬第2砲台：登録有形文化財「旧正野谷桟橋」付近
- 佐田岬第3砲台：佐田岬灯台 下部
- 佐田岬第4砲台：御籠島南側岸壁
- 正野谷軍用桟橋：登録有形文化財「旧正野谷桟橋」

高島地区
- 高島第1砲台：高島キャンプ場海水浴場
- 高島第2砲台：
- 高島第3砲台：
- 関崎砲台：関埼灯台付近

鶴御崎地区
- 鶴見崎砲台[注釈 1](元-鶴見崎第2砲台) ：鶴見半島丹賀砲台園地
- 新-鶴見崎第1砲台 ：ミュージアムパーク鶴御崎・先端洞窟砲台跡
- 新-鶴見崎第2砲台(旧-鶴見崎第1砲台) ：ミュージアムパーク鶴御崎・鶴御崎砲台跡
- 鶴見崎砲台観測所・西部軍情報隊(旧-鶴見崎第2砲台) ：ミュージアムパーク鶴御崎・男の港歌碑 付近
- 蒲江芹崎 野砲用臨時砲台：

佐賀関地区
- 豊予要塞司令部：大分市立佐賀関中学校
- 豊予要塞司令官官舎：登録有形文化財(建造物)
- 佐賀関陸軍病院：関愛会佐賀関病院
- 志生木弾薬本庫：辛幸簡易郵便局 南方 民家・ゴミ集積所
- 佐賀関軍用桟橋：フェリー桟橋 付近

沖ノ島地区
- 沖ノ島第1砲台：
- 沖ノ島第2砲台：
- 日振島 野砲用臨時砲台：

## 海軍施設
- 海軍芹崎(仙崎)海面砲台 - 40口径安式15cm砲 3門・聴音機
- 海軍鶴見崎防備衛所 - 92式機雷 ：ミュージアムパーク鶴御崎・鶴御埼灯台・海軍望楼跡
- 海軍鵜来島砲台 - 15cm砲 3門

## 歴代司令官
- 弘中暁 少将：1926年8月1日 -
- 牛島貞雄 少将：1926年12月28日 -
- 四王天延孝 少将：1927年3月5日 -
- 本庄庸三 少将：1928年3月8日 -
- 郷田兼安 少将：1929年8月1日 -
- 倉岡直熊 少将：1931年8月1日 - 1932年8月8日[7]
- 吉永吉次 少将：1932年8月8日 -
- 時乗寿 少将：1933年3月18日 -
- 松井勝二 少将：1933年9月8日 -
- 城島栄興 少将：1934年8月1日 - 1935年8月1日[8]
- 平野助九郎 少将：1935年8月1日 -
- 永見俊徳 大佐：1936年8月1日 -
- 田北惟 少将：1937年8月2日 -
- 田村元一 少将：1938年7月15日 -
- 小野行守 少将：1939年3月9日 -
- 布施安昌 少将：1939年9月18日 -
- 不明：1942年4月15日 -
- 三宮満治 少将：1943年8月2日 -
- 三島義一郎 少将：1944年7月14日 -
- 渡辺謙 少将：1944年11月2日 -
- 内山隆道 少将（20期）：1944年12月1日 -1945年6月1日

## 豊予要塞重砲兵連隊
豊予要塞重砲兵連隊は、豊予要塞の主戦力として1941年（昭和16年）12月20日に編成下令され、佐賀関で編成された。通称号は睦第2738部隊である。1942年（昭和17年）1月11日に、配備後初の実弾射撃を丹賀砲台で実施したところ、腔発事故を起こし、内藤千里連隊長以下16名が死亡、28名が負傷した。
1945年（昭和20年）5月23日に、本土決戦に備えて野戦的な性格のある重砲兵第18連隊に改称され、独立混成第118旅団に編合された。引き続き既設の砲台に5個中隊を配置して、終戦まで防衛態勢をとった。矢野穆彦連隊長は旅団の高島地区隊長を務めていた。大戦末期には本土決戦に備えて約1100人の守備隊兵士が配置された。
- 豊予要塞重砲兵連隊（通称号：睦第2738部隊）
  - 編成地：佐賀関
  - 歴代連隊長 ※一部不明
    - 内藤千里 中佐：1941年12月23日 - 1942年1月11日（事故死・大佐特進）
    - 矢野穆彦 大佐（30期）： - 1945年5月23日
- 重砲兵第18連隊（通称号：堅塁第2738部隊）
  - 編成地：佐賀関
  - 歴代連隊長
    - 矢野穆彦（30期）：1945年5月23日 - 終戦